# Сало Віктор Оксентійович
Сало Віктор Оксентійович (1916, Кобижча, Чернігівська область — 2004) — ветеран Другої світової війни, рядовий.
Нагороди:
- Орден Вітчизняної війни
- Медаль «За відвагу»
- Медаль «За визволення Варшави»
- Медаль «За взяття Берліна»
- Медаль «За перемогу над Німеччиною у Великій Вітчизняній війні 1941—1945 рр.»
- Медаль «30 років перемоги у Великій Вітчизняній війні 1941—1945 рр.»
- Медаль «40 років перемоги у Великій Вітчизняній війні 1941—1945 рр.»
- Медаль «50 років Збройних Сил СРСР»
- Медаль «70 років Збройних Сил СРСР»
- Медаль «Ветеран праці»
- Медаль «Захиснику Вітчизни» (до 2015 року)
- Знак «25 років перемоги у Великій Вітчизняній війні»
- Ювілейна медаль «50 років Перемоги у Великій Вітчизняній війні 1941—1945 рр.»
- Орден «За мужність»3 ступеня

Війни та битви 
Друга світова війна:
- Битва за Варшаву
- Штурм Берліна
- Капітуляція Третього рейху

Освіта
Здобув вищу освіту. У ????  був нагородженим знаком  «Відмінник народної освіти УРСР»